# Cathedral Peaks
Cathedral Peaks är en bergstopp i Antarktis. Den ligger i Västantarktis. Nya Zeeland gör anspråk på området. Toppen på Cathedral Peaks är 1 537 meter över havet.
Terrängen runt Cathedral Peaks är varierad. Trakten är obefolkad. Det finns inga samhällen i närheten.